# Трасування
Трасува́ння — вид інженерно-геодезичних вишукувань для визначення найсприятливішого в технічному відношенні та економічно вигідного варіанта положення осі проектної споруди.

## Трасування камеральне
Застосовують на попередній стадії проектування. В цьому випадку для вибору варіанта положення осі споруди та її параметрів використовують матеріали аерофотознімання та карти.

## Трасування польове
Застосовують на стадії остаточного вибору варіанта напряму траси на місцевості. Інколи в місцях переходів через водні та інші перешкоди, а також в місцях примикання траси до опорних пунктів виконують великомасштабне знімання.
Під час трасування ґрунтовно вивчають природні умови вздовж вибраного варіанта траси, особливо на складних переходах і перетинах та в місцях із несприятливими геологічними умовами. При потребі в процесі трасування уточнюють та виправляють положення траси, закріплюючи на місцевості фіксовані точки.
Переважно спосіб польового трасування застосовують, коли варіант траси ще не затверджений; при цьому на місцевості визначають положення кутів повороту, вимірюють сторони ходу, розмічають пікетаж, нівелюють трасу тощо.

### Трасування за азимутальними параметрами
Виконують для трас трубопроводів, ліній електропередач, зв'язку тощо. Головне завдання в цьому випадку полягає у виборі найкоротшої та економічно вигідної траси. Відхилення траси зумовлюється наявністю на її шляху перешкод: населених пунктів, ярів, боліт тощо. Проектування здійснюють, дотримуючись таких вимог:
- трасу намічають по прямій від однієї до наступної перешкоди, а відхилення траси від прямої та кут повороту мають бути обґрунтовані.
- вершини кутів повороту траси розташовують навпроти середини перешкод так, щоб траса огинала цю перешкоду.
- кути повороту зазвичай не перевищують 30°, щоб помітно не подовжувати трасу.

### Трасування за висотними параметрами
Застосовують у гірських районах, коли ухили місцевості перевищують допустимі значення ухилів траси. Щоб не перевищувати граничні ухили, штучно видовжують трасу, яка відхиляється від прямої лінії. Для її видовження проектують петлі, серпантини, звивини тощо.
При польовому трасуванні лінійних споруд використовують електронні тахеометри. Сучасним методом польового трасування є спосіб вільної станції.